# Arthur Chichester, 1:e baron Chichester
Arthur Chichester, 1:e baron Chichester av Belfast, född i maj 1563, död den 19 februari 1625, var en engelsk statsman, bror till Edward Chichester, 1:e viscount Chichester.
Chichester deltog i striden mot den spanska armadan och i ett par av Drakes och Essex sjöexpeditioner, åtföljde Essex till Irland och visade sig där skoningslöst grym vid upprorets undertryckande. Åren 1604-14 var han öns styresman ("Lord Deputy") och strävade därunder att bryta klanväsendet och avväpna den irländska befolkningen. 
Chichester hade största andelen i utförandet av den för Irlands senare historia så ödesdigra kolonisationen av Ulster med skotska nybyggare ("plantation of Ulster"), men han kan inte göras ansvarig för de mot hans råd företagna ändringar i den ursprungliga kolonisationsplanen, vilka bland irländarna framkallade så starkt nationalhat mot allt engelskt. 
Efter sitt återkallande var Chichester 1616-25 lordskattmästare för Irland, och 1622 sändes han av kung Jakob på en med stora förväntningar motsedd diplomatisk beskickning till Pfalz, för att mäkla fred i Tyskland.